# Jörg Scheuerbrandt
Jörg Scheuerbrandt ist ein deutscher Provinzialrömischer Archäologe. Er ist als Museumsleiter des Römermuseums Osterburken und Museumsbeauftragter für den Neckar-Odenwald-Kreis tätig.

## Leben
Jörg Scheuerbrandt studierte Provinzialrömische Archäologie und beendete sein Studium 1995 an der Universität Freiburg bei Hans Ulrich Nuber mit einer Magisterarbeit zu römischen Grabmonumenten aus Sontheim an der Brenz. Die Arbeit basierte auf einer 1992 und 1993 durchgeführten Ausgrabung auf einem römischen Gräberfeld, bei der Scheuerbrandt als Student kontinuierlich die örtliche Grabungsleitung innehatte.
Nach seinem Studium erhielt Scheuerbrandt eine Anstellung am Württembergischen Landesmuseum und schloss 2004 seine von Hans Ulrich Nuber betreute Dissertation über die Aufgaben, Organisation und Befehlsstruktur römischer Armeen während der Kaiserzeit ab. Im Jahr 2005 wurde er der erste hauptamtliche Museumsleiter des Römermuseums Osterburken und erhielt gleichzeitig den Posten eines Museumsbeauftragten im Neckar-Odenwald-Kreis.
Nach der 2005 erfolgten Anerkennung des Obergermanisch-Raetischen Limes als UNESCO-Welterbe konnte Scheuerbrandt im September 2006 in Osterburken den Erweiterungsbau des Limesmuseums als eines von vier Informationszentren zur römischen Grenze in Deutschland eröffnen. Der Archäologe entwickelte aus dem anschaulichen Museumsbetrieb einen Lern- und Versuchsort und professionalisierte die Vermarktung. Ein wichtiges Anliegen ist ihm das Projekt „Limespark Osterburken“, das zu mehreren aufwendigen und anschaulichen Ergebnissen führte. Dazu gehört unter anderem der Nachbau eines dem heutigen Forschungsstand entsprechenden Limeswachturms im Gewann „Förstlein“, der im Herbst 2013 eingeweiht wurde, sowie die Neugestaltung des Kastellgeländes, auf dem im Herbst 2014 ein reversibles Metallgerüst in Form eines Kastelltores aufgestellt wurde, das den Besuchern einen Eindruck von der Höhe und den Umrissen eines solchen Baukörpers vermitteln soll.
Jörg Scheuerbrandt ist mit der Provinzialrömischen Archäologin Nicole Scheuerbrandt, geborene Lambert, verheiratet.

## Schriften (Auswahl)
- mit Martin Kemkes: Zwischen Patrouille und Parade. Die römische Reiterei am Limes. Theiss, Stuttgart 1997, ISBN 3806214409.
- mit Martin Kemkes (Hrsg.): Fragen zur römischen Reiterei. Kolloquium zur Ausstellung „Reiter wie Statuen aus Erz. Die römische Reiterei am Limes zwischen Patrouille und Parade“. Limesmuseum Aalen am 25./26. Februar 1998, Limesmuseum Aalen, Aalen 1999, ISBN 3929055503.
- mit Martin Kemkes und Nina Willburger: Am Rande des Imperiums. Der Limes – Grenze Roms zu den Barbaren. Württembergisches Landesmuseum, Archäologische Sammlung. Führer und Bestandskataloge, Band 7, Thorbecke, Sigmaringen 2002, ISBN 9783799534000.
- mit Nicole Lambert: Das Militärdiplom. Quelle zur römischen Armee und zum Urkundenwesen. Theiss, Stuttgart 2002, ISBN 3806217262.
- Exercitus. Aufgaben, Organisation und Befehlsstruktur römischer Armeen während der Kaiserzeit. Dissertation, Universität Freiburg im Breisgau 2004 (Digitalisat).
- mit anderen: Die Römer auf dem Gebiet des Neckar-Odenwald-Kreises. Grenzzone des Imperium Romanum (= Beiträge zur Geschichte des Neckar-Odenwald-Kreises. 3). Verlag Regionalkultur, Heidelberg 2009, ISBN 978-3-89735-524-8.
- mit Andreas W. Schmitt: Gallia pacata. Caesars Krieg und die Romanisierung der Gallier. Exempla aus dem Römermuseum Osterburken (= Exploratio. I). Römermuseum Osterburken, Osterburken 2015, ISBN 978-3-00-048583-1.